# Sharon Alexander
 (mars 2020).
Pour les articles homonymes, voir Alexander.
Sharon Alexander (hébreu : שרון אלכסנדר ; né Sharon Alexander HaCohen le 21 mai 1962) est un acteur israélien.

## Biographie
Alexander a étudié le théâtre à Beit Zvi. 
En 1995, il commence à enseigner dans une école d'acteurs qu'il a fondée.
Il a joué dans le film Munich en 2005.

## Filmographie partielle
- 1991 : Cup Final
- 1992 : Hessed Mufla